# Juan Gonzalez (YouTuber)
Juan Gonzalez (* 13. Juli 1993 in Cancún, Mexiko, bürgerlich Juan Carlos Gonzalez) ist ein mexikanisch-amerikanischer Webvideoproduzent und Vlogger der in Kansas lebt. Bekanntheit erlangte er mit seinem YouTube-Kanal ThatWasEpic auf welchem er u. a. Videos rund um Pranks, Sozialexperimente und Werbegeschenke veröffentlicht.

## Leben
Juan Gonzalez wurde in Cancún, einer Stadt im Südosten Mexikos, geboren. Er wuchs eine Zeit lang im mexikanischen Bundesstaat Chihuahua auf und zog dann nach Kansas in den Vereinigten Staaten, wo er den größten Teil seines Lebens verbrachte.
Bevor Juan hauptberuflich auf YouTube arbeitete, beschäftigte er sich mit dem Trockenbau. Nachdem er 10.000 Abonnenten auf seinem YouTube-Kanal erreichte, kündigte er seinen Job im Baugewerbe, um seine Hauptbeschäftigung auf seine YouTube-Karriere zu verlagern.

## Geschichte
Juan startete seinen YouTube-Kanal am 17. Juni 2014 und lud sein erstes Video mit dem Titel Dropping 100$ In Public! hoch, das zwei Monate später, am 30. August 2014, veröffentlicht wurde.

## Kanalinhalte
Sein beliebtestes Video ist Cutting People's Headphones, Then Giving Them Airpods. Es wurde bis Januar 2025 mehr als 53 Millionen Mal angesehen. Abgesehen von den Prank-Videos lädt er auf seinem Hauptkanal auch Videos mit sozialen Experimenten hoch.
Gonzalez hat einen zweiten YouTube-Kanal namens AlmostEpic. Auf diesem Kanal lädt er Vlogs sowie ungeschnittenes Material von seinen Streichen und Clips zu sozialen Experimenten hoch.
Sein Hauptkanal hat derzeit 8,03 Mio. Abonnenten und 1.402.152.557 Aufrufe (Stand: 19. Juli 2025).